# بریفلدین ای
بریفلدین ای (به انگلیسی: Brefeldin A) یک ترکیب شیمیایی با شناسه پاب‌کم ۵۲۸۷۶۲۰ است. که جرم مولی آن 280.36 g/mol می‌باشد. شکل ظاهری این ترکیب، پودر بلورین سفید است.